# عبد الحسين حسام الدين
سيدنا عبد الحسين حسام الدين بن سيدنا طيب زين الدين كان الداعي المطلق الثامن والأربعون للبهرة الداودية. وُلد يوم عاشوراء (العاشر من المحرم) سنة 1239 هـ / 1823 م وتُوفي يوم 27 ذي الحجة الحرم 1308 هـ / 1891 م في أحمد آباد بالهند.

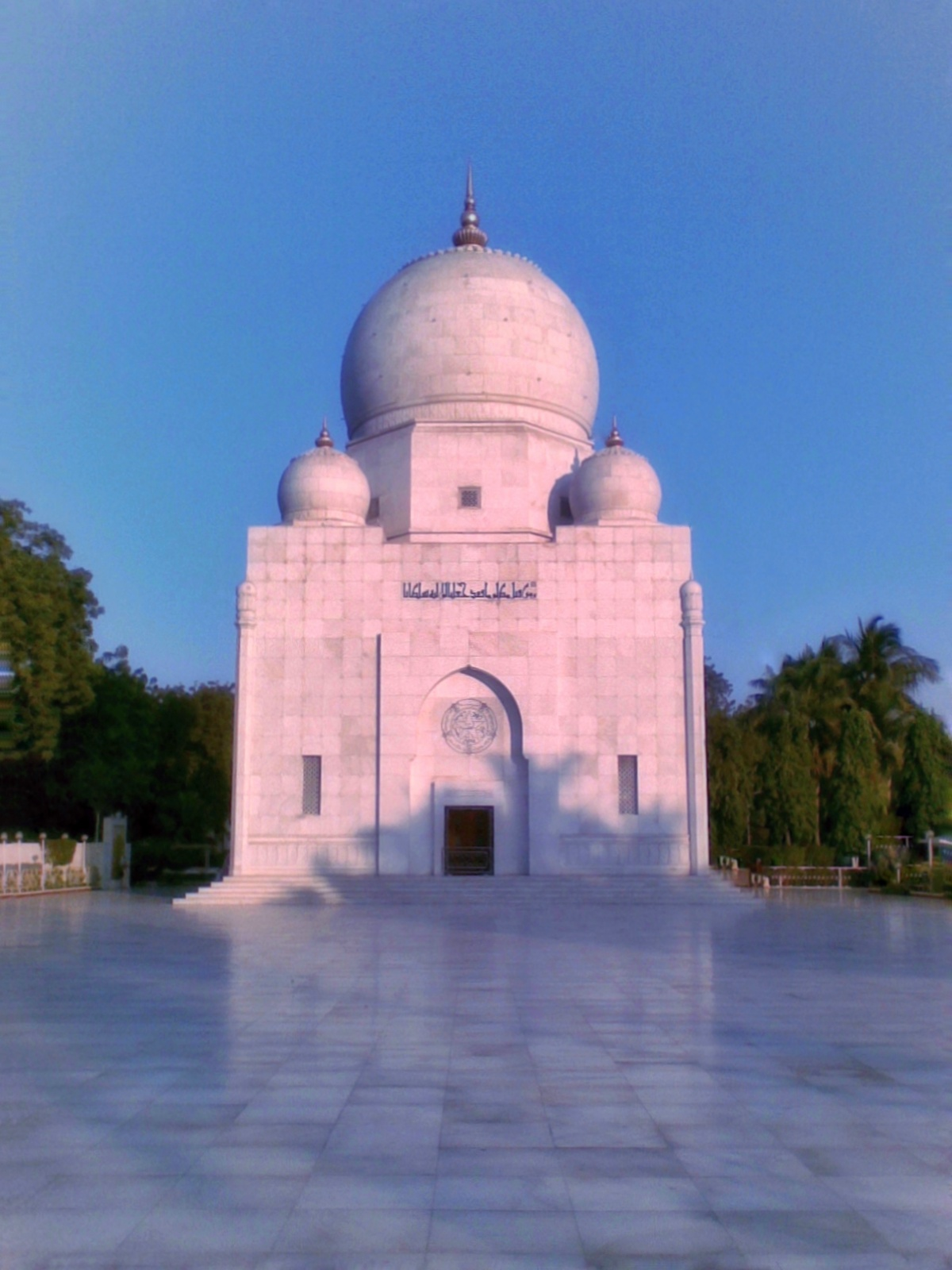
موقع دفن عبد الحسين حسام الدين

خلف شقيقه الداعي السابع والأربعين سيدنا عبد القادر نجم الدين في المنصب الديني. أصبح سيدنا حسام الدين الداعية المطلق عام 1302 هـ/ 1885 م. فترة دعوته كانت 1302 – 1308 هـ / 1885 – 1891 م. عيّنت سيدنا عبد الحسين حسام الدين (أو أعطى نصًّا) لسيدنا محمد برهان الدين الأول ليخلفه في المنصب.

## قراءة إضافية
- الإسماعيلية تاريخها وعقيدتها تأليف فرهاد دفتري (فصل -الإسماعيلية المستعلية-ص 113). 300-310)

| ألقاب شيعيَّة                                                                                             | ألقاب شيعيَّة                                                    | ألقاب شيعيَّة                 |
| --- | -------------------------------------------------------------- | --------------------------- |
| عبد الحسين حسام الدين الداعية المطلقولد: 10 محرم الحرام 1239 هـ/1823 م توفي: 27 ذو الحجة 1308 هـ/1891 م |                                                                |                             |
| سبقه عبد القادر نجم الدين                                                                               | الداعية المطلق الثامن والأربعون (48) 1302–1308 هـ/ 1885–1891 م | تبعه محمد برهان الدين الأول |